# Seznam spremljevalnih letalonosilk Vojne mornarice ZDA
Seznam spremljevalnih letalonosilk VM ZDA.
| Po številki trupa - (CVE-1) Long Island - AVG-2 do AVG-5 preklicane - (CVE-6) Altamaha - (CVE-7) Barnes - (CVE-8) Block Island - (CVE-9) Bogue - (CVE-10) Breton - (CVE-11) Card - (CVE-12) Copahee - (CVE-13) Core - (CVE-14) Croatan - (CVE-15) Hamlin - (CVE-16) Nassau - (CVE-17) St. George - (CVE-18) Altamaha - (CVE-19) Prince William - (CVE-20) Barnes - (CVE-21) Block Island - CVE-22 neimenova (Lend-Lease) - (CVE-23) Breton - CVE-24 neimenovana - (CVE-25) Croatan - (CVE-26) Sangamon - (CVE-27) Suwanee - (CVE-28) Chenango - (CVE-29) Santee - (CVE-30) Charger - (CVE-31) Prince William - (CVE-32) Chatham - (CVE-33) Glacier - (CVE-34) Pybus - (CVE-35) Baffins - (CVE-36) Bolinas - (CVE-37) Bastian (Lend-Lease) - (CVE-38) Carnegie - (CVE-39) Cordova - (CVE-40) Delgada - (CVE-41) Edisto - (CVE-42) Estero - (CVE-43) Jamaica - (CVE-44) Keweenaw - (CVE-45) Prince - (CVE-46) Niantic - (CVE-47) Perdido - (CVE-48) Sunset - (CVE-49) St. Andrews - (CVE-50) St. Joseph - (CVE-51) St. Simon - (CVE-52) Vermillion - (CVE-53) Willapa - (CVE-54) Winjah - (CVE-55) Casablanca - (CVE-56) Liscome Bay - (CVE-57) Coral Sea/Anzio - (CVE-58) Corregidor - (CVE-59) Mission Bay - (CVE-60) Guadalcanal - (CVE-61) Manila Bay - (CVE-62) Natoma Bay - (CVE-63) Midway/St. Lo - (CVE-64) Didrickson Bay/Tripoli - (CVE-65) Wake Island - (CVE-66) White Plains - (CVE-67) Solomons - (CVE-68) Kalinin Bay - (CVE-69) Kasaan Bay - (CVE-70) Fanshaw Bay - (CVE-71) Kitkun Bay - (CVE-72) Tulagi - (CVE-73) Gambier Bay - (CVE-74) Nehenta Bay - (CVE-75) Hoggatt Bay - (CVE-76) Kadashan Bay - (CVE-77) Marcus Island - (CVE-78) Savo Island - (CVE-79) Ommaney Bay - (CVE-80) Petrof Bay - (CVE-81) Rudyerd Bay - (CVE-82) Saginaw Bay - (CVE-83) Sargent Bay - (CVE-84) Shamrock Bay - (CVE-85) Shipley Bay - (CVE-86) Sitkoh Bay - (CVE-87) Steamer Bay - (CVE-88) Cape Esperance - (CVE-89) Takanis Bay - (CVE-90) Thetis Bay - (CVE-91) Makassar Strait - (CVE-92) Windham Bay - (CVE-93) Makin Island - (CVE-94) Lunga Point - (CVE-95) Bismarck Sea - (CVE-96) Salamaua - (CVE-97) Hollandia - (CVE-98) Kwajalein - (CVE-99) Admiralty Islands - (CVE-100) Bougainville - (CVE-101) Matanikau - (CVE-102) Attu - (CVE-103) Roi - (CVE-104) Munda - (CVE-105) Commencement Bay - (CVE-106) Block Island - (CVE-107) Gilbert Islands - (CVE-108) Kula Gulf - (CVE-109) Cape Gloucester - (CVE-110) Salerno Bay - (CVE-111) Vella Gulf - (CVE-112) Siboney - (CVE-113) Puget Sound - (CVE-114) Rendova - (CVE-115) Bairoko - (CVE-116) Badoeng Strait - (CVE-117) Saidor - (CVE-118) Sicily - (CVE-119) Point Cruz - (CVE-120) Mindoro - (CVE-121) Rabaul - (CVE-122) Palau - (CVE-123) Tinian - CVE-124 Bastogne preklicana - CVE-125 Eniwetok preklicana - (CVE-126) Lingayen - (CVE-127) Okinawa | Poimensko - Admiralty Islands (CVE-99) - Altamaha (CVE-18) - Altamaha (CVE-6) - Attu (CVE-102) - Badoeng Strait (CVE-116) - Baffins (CVE-35) - Bairoko (CVE-115) - Barnes (CVE-20) - Barnes (CVE-7) - Bastian (CVE-37) (Lend-Lease) - Bastogne (CVE-124) preklicana - Bismarck Sea (CVE-95) - Block Island (CVE-106) - Block Island (CVE-21) - Block Island (CVE-8) - Bogue (CVE-9) - Bolinas (CVE-36) - Bougainville (CVE-100) - Breton (CVE-10) - Breton (CVE-23) - Cape Esperance (CVE-88) - Cape Gloucester (CVE-109) - Card (CVE-11) - Carnegie (CVE-38) - Casablanca (CVE-55) - Charger (CVE-30) - Chatham (CVE-32) - Chenango (CVE-28) - Commencement Bay (CVE-105) - Copahee (CVE-12) - Coral Sea/Anzio (CVE-57) - Cordova (CVE-39) - Core (CVE-13) - Corregidor (CVE-58) - Croatan (CVE-14) - Croatan (CVE-25) - Delgada (CVE-40) - Didrickson Bay/Tripoli (CVE-64) - Edisto (CVE-41) - Eniwetok (CVE-125) preklicana - Estero (CVE-42) - Fanshaw Bay (CVE-70) - Gambier Bay (CVE-73) - Gilbert Islands (CVE-107) - Glacier (CVE-33) - Guadalcanal (CVE-60) - Hamlin (CVE-15) - Hoggatt Bay (CVE-75) - Hollandia (CVE-97) - Jamaica (CVE-43) - Kadashan Bay (CVE-76) - Kalinin Bay (CVE-68) - Kasaan Bay (CVE-69) - Keweenaw (CVE-44) - Kitkun Bay (CVE-71) - Kula Gulf (CVE-108) - Kwajalein (CVE-98) - Lingayen (CVE-126) - Liscome Bay (CVE-56) - Long Island (CVE-1) - Lunga Point (CVE-94) - Makassar Strait (CVE-91) - Makin Island (CVE-93) - Manila Bay (CVE-61) - Marcus Island (CVE-77) - Matanikau (CVE-101) - Midway/St. Lo (CVE-63) - Mindoro (CVE-120) - Mission Bay (CVE-59) - Munda (CVE-104) - Nassau (CVE-16) - Natoma Bay (CVE-62) - Nehenta Bay (CVE-74) - Niantic (CVE-46) - Okinawa (CVE-127) - Ommaney Bay (CVE-79) - Palau (CVE-122) - Perdido (CVE-47) - Petrof Bay (CVE-80) - Point Cruz (CVE-119) - Prince (CVE-45) - Prince William (CVE-19) - Prince William (CVE-31) - Puget Sound (CVE-113) - Pybus (CVE-34) - Rabaul (CVE-121) - Rendova (CVE-114) - Roi (CVE-103) - Rudyerd Bay (CVE-81) - Saginaw Bay (CVE-82) - Saidor (CVE-117) - Salamaua (CVE-96) - Salerno Bay (CVE-110) - Sangamon (CVE-26) - Santee (CVE-29) - Sargent Bay (CVE-83) - Savo Island (CVE-78) - Shamrock Bay (CVE-84) - Shipley Bay (CVE-85) - Siboney (CVE-112) - Sicily (CVE-118) - Sitkoh Bay (CVE-86) - Solomons (CVE-67) - St. Andrews (CVE-49) - St. George (CVE-17) - St. Joseph (CVE-50) - St. Simon (CVE-51) - Steamer Bay (CVE-87) - Sunset (CVE-48) - Suwanee (CVE-27) - Takanis Bay (CVE-89) - Thetis Bay (CVE-90) - Tinian (CVE-123) - Tulagi (CVE-72) - Vella Gulf (CVE-111) - Vermillion (CVE-52) - Wake Island (CVE-65) - White Plains (CVE-66) - Willapa (CVE-53) - Windham Bay (CVE-92) - Winjah (CVE-54) - AVG-2 do AVG-5 preklicane - CVE-22 neimenovana (Lend-Lease) - CVE-24 neimenovana |